# Kung Fu (seriál, 2021)
Kung Fu je americký akční televizní seriál, jehož autorkou je Christina M. Kim. Je vysílán od 7. dubna 2021 na stanici The CW, objednávka seriálu byla oznámena 12. května 2020. Jedná se o reboot seriálu Kung Fu z let 1972–1975.

## Příběh
Mladou Američanku čínského původu Nicky Shenová donutí osobní problémy zanechat studia na univerzitě a podstoupit cestu do izolovaného čínského kláštera, což jí změní život. Po svém návratu do San Franciska začne ctít šaolinské hodnoty a v boji se zločinci, kteří jsou pachateli místní kriminality a korupce, využívat bojová umění. Zároveň však musí najít cestu zpět ke své odcizené rodině a začne také pátrat po vrahovi, který zabil jejího šaolinského mentora a který nyní má spadeno i na ni.

## Obsazení
- Olivia Liang (český dabing: Sabina Rojková) jako Nicky Shenová
- Kheng Hua Tan (český dabing: Jarmila Švehlová) jako Mei-Li Shenová
- Eddie Liu (český dabing: Matěj Převrátil) jako Henry Yan
- Shannon Dang (český dabing: Nina Horáková) jako Althea Shenová
- Jon Prasida (český dabing: Robert Hájek) jako Ryan Shen
- Gavin Stenhouse (český dabing: ?) jako Evan Hartley
- Vanessa Kai (český dabing: Dana Batulková) jako Pei-Ling Zhang
- Tony Chung (český dabing: Petr Neskusil) jako Dennis Soong
- Tzi Ma (český dabing: Martin Zahálka) jako Jin Shen

## Vysílání
| Řada | Díly          | Zveřejnění v USA | Zveřejnění v USA  |
| Řada | Díly          | První díl        | Poslední díl      |
| ---- | ------------- | ---------------- | ----------------- |
| 1    | 13            | 7. dubna 2021    | 21. července 2021 |
| 2    | 13            | 9. března 2022   | 15. června 2022   |
| 3    | bude oznámeno | bude oznámeno    | bude oznámeno     |